# Bengt Fröbom
Bengt Axel Eugén Fröbom (* 12. Dezember 1926 in Stockholm; † 8. Juni 2012 in Finspång) war ein schwedischer Radrennfahrer und nationaler Meister im Radsport.

## Sportliche Laufbahn
Fröbom war im Straßenradsport und im Bahnradsport aktiv. Er war Teilnehmer der Olympischen Sommerspiele 1952 in Helsinki. Er startete dort im Bahnradsport. Fröbom bestritt mit dem Vierer Schwedens die Mannschaftsverfolgung. Das Team mit Owe Nordqvist, Stig Andersson, Bengt Fröbom und Arne Johansson schied in der Vorrunde aus.
1945 gewann er mit Owe Nordqvist und Åke Olivestedt die nationale Meisterschaft in der Mannschaftswertung des Einzelrennens. 1948 bis 1951 und 1956 war er erneut in dieser Wertung erfolgreich. 1949 siegte er in der nationalen Meisterschaft im Straßenrennen. Einen weiteren schwedischen Titel gewann er 1949 im Stafettenfahren mit Sigge Hellberg und Owe Nordqvist. Fröbom gewann mit Stig Mårtensson, Olle Wänlund und Yngve Lundh bei den Nordischen Meisterschaften 1950 die Goldmedaille in der Mannschaftswertung im Bahnradsport. Mit dem Porvoon ajot gewann er 1951 und 1952 das älteste finnische Eintagesrennen.